# Radiologie

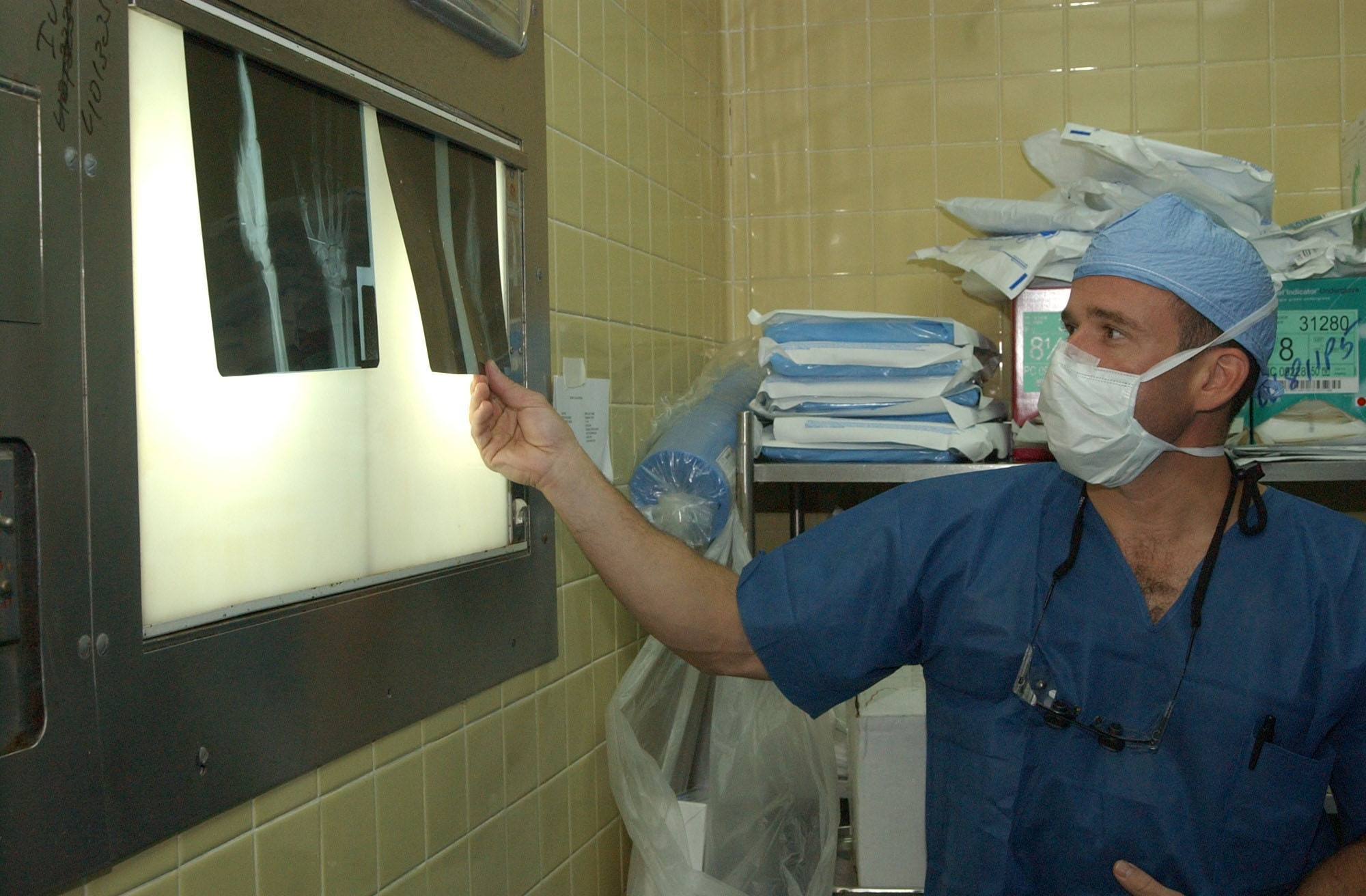
Prohlížení rentgenového snímku

Radiologie je lékařský obor, který využívá ionizujícího záření k určení diagnózy v případě radiodiagnostiky, či při léčbě nemocného v případě terapeutické radiologie. Pro radiologii je charakteristické, že využívá rentgenového záření nebo ionizujícího záření z uzavřených zářičů. Obor, který ke stejnému účelu využívá otevřených zářičů, se nazývá nukleární medicína. Do oboru radiologie byly postupem doby začleněny i další, především diagnostické metody, které nevyužívají ionizujícího záření, jako např. sonografie (též echografie, laicky ultrazvuk) využívající ultrazvukového vlnění nebo magnetická rezonance využívající elektromagnetického záření v rozsahu pásma rozhlasových vln. Zhruba od poloviny 20. století začalo docházet k pozvolnému rozdělování oboru a specializaci na radiodiagnostiku (zobrazovací  metody) a radioterapii (léčbu nádorovou i nenádorovou). Intervenční radiologie zahrnuje miniinvazivní postupy jak diagnostické tak terapeutické. Obor, zabývající se léčbou nádorů pomocí ionizujícího záření, se nazývá radiační onkologie.

## Historie
Wilhelm Conrad Röntgen poprvé objevil rentgenové záření 8. listopadu 1895 na Fyzikálním institutu Univerzity ve Würzburgu. Záření, které objevil, pojmenoval paprsky X (později bylo pojmenováno po něm – rentgenové záření), tento pro nás již zastaralý termín se stále používá v anglicky mluvících zemích (X-radiation). Svůj objev poprvé zveřejnil v roce 1895 v protokolu Lékařsko-fyzikální společnosti ve Würzburgu, článek samotný předložil W. C. Röntgen 28. prosince téhož roku.
Röntgen si záhy uvědomil možnosti využití v medicíně ke zobrazování vnitřních orgánů a zejména kostí. Rentgenové paprsky byly již následujícího roku k tomuto účelu používány. Později se začalo rentgenové záření využívat i průmyslově ke zobrazování vnitřní struktury objektů, například k diagnostice vnitřních vad materiálů nebo kvality svarů.
V dnešní době, po rozsáhlém výzkumu, jsou v radiodiagnostice ke stanovení diagnózy využívány kromě rentgenového záření i radionuklidové gama zářiče a řada dalších zobrazovacích technik (jako například ultrazvuk, výpočetní tomografie – CT a magnetická rezonance – MR/MRI). Rentgenové záření a radionuklidové zářiče jsou v radioterapii využívány k léčbě nemocí, zejména nádorů citlivých na ionizující záření. Intervenční radiologie je soubor miniinvazivních diagnostických a terapeutických metod a procedur, které se dále dělí na vaskulární, kardiovaskulární, nevaskulární a onkologické. Snímání obrazu většinou provádí rentgenolog.
Radiodiagnostické metody (rentgenové záření, radioizotopové zářiče, ultrazvuk, NMR, CT) jsou vedle zdravotnictví využívány i v průmyslu k nedestruktivnímu zjišťování vnitřní struktury a integrity objektů.

## Rozdělení
Jako lékařské odvětví může být radiologie rozdělena na radiologii diagnostickou a terapeutickou. Radiolog je specialista, vyškolený ve všech oblastech diagnostické radiologie
- Diagnostická radiologie vyjadřuje obraz lidského těla za účelem určení diagnózy nebo prognózy nemoci. Dělí se do subkategorií podle anatomické polohy a v některých případech podle metody:

- Rentgenologie dutiny hrudní
- Radiologie břišní a pánevní oblasti
- Intervenční radiologie – miniinvazivní diagnostické i terapeutické metody a procedury, dělí se na vaskulární, nevaskulární a onkologické
- Neuroradiologie– odvětví radiologie, které se specializuje na zobrazování mozku, páteře, hlavy a krku
  - Intervenční neuroradiologie – využívá terapeutické a angiografické procedury ke snímání hlavy, krku a páteře)
- Muskuloskeletární radiologie – odvětví radiologie, které se specializuje na kosti, klouby a svaly
- Pediatrická radiologie
- Mamografie – druh radiologie, který snímá obraz prsní tkáně
- Koronarografie – specializuje se na zobrazování koronárních (srdečních) tepen.

## Získávání radiologických snímků
Pacienti mají k dispozici následující možnosti, jak získat radiologické snímky, podle kterých se rozhodne o jejich dalším léčení.

### Skiagrafie
Radiogram (neboli rentgenogram, pojmenovaný podle Wilhelma Conrada Röntgena (1845–1923), který objevil rentgenové paprsky) se používá k posouzení struktur kostí a jemných tkání. Rentgenový přístroj namíří elektromagnetické záření na přesně určenou část těla. Toto záření má tendence procházet méně hustými hmotami (vzduch, tuky, svaly a jinými tkáněmi), ale je absorbováno (nebo rozptýleno) hustšími látkami (kosti, nádory, plíce postižené zápalem plic apod.).
Při použití filmové rentgenografie dopadá záření, které prošlo tělem pacienta, na kazetu, která obsahuje fluoroscenční zesilovací fólie, které pomáhají exponování filmu. Plochy tohoto filmu, které byly vystaveny většímu množství záření, se na filmu zobrazí tmavě (černě nebo šedě), zatímco plochy vystavené menšímu množství záření se zobrazí světle až bíle. Při počítačové rentgenologii (CR) projde rentgenové záření pacientem a dopadne na destičku se zvýšenou citlivostí, která je potom přečtena a zdigitalizována přímo do počítačového obrazu samostatným přístrojem. Při digitální rentgenologii dopadá záření na destičku se senzory pro rentgenové paprsky, čímž se přímo vytvoří digitální počítačový obraz. I když se v současné době používají všechny tři zmíněné metody, ve Spojených státech amerických není trend používat film, ale spíše digitální zobrazování.
Obyčejná rentgenologie byla jedinou možností zobrazování v prvních 50 letech v historii této disciplíny. I dnes zůstává nejpoužívanější metodou ke zkoumání plic, srdce a kostry pro svou dostupnost, rychlost a relativně nízkou cenu.

### Rentgenová skiaskopie (rentgenové prosvěcování)
Rentgenová skiaskopie a angiografie jsou zvláštní případy užití rentgenového zobrazování, kdy je připojeno fluorescenční stínítko nebo zesilovač jasu obrazu (z hlediska radiační ochrany se skiaskopie bez použití zesilovače obrazu nesmí používat) do systému průmyslové televize, což umožňuje snímání objektu v pohybu nebo rozšíření objektu pomocí kontrastních látek (látek, které proti ostatním tkáním odlišně pohlcují záření) v reálném čase.
Kontrastní látky se podávají několika způsoby. Často jsou polknuty nebo vstříknuty injekcí do těla pacienta, aby zvýraznily anatomii a fungování cév, močopohlavní soustavy či gastrointestinálního traktu (žaludek a střeva). V současnosti se používají dva druhy kontrastních látek. Baryum (jako BaSO4) může být podáváno ústně či rektálně pro posouzení stavu gastrointestinálního traktu. Jód (v mnoha patentovaných podobách) může být podán ústně, rektálně, či nitrožilně. Kontrastní látky vysoce absorbují či rozptylují rentgenové paprsky, a společně se snímáním v reálném čase umožňují projev dynamických procesů, jakým jsou například peristaltický pohyb v trávicím traktu nebo proudění krve v tepnách a žilách. Jódová kontrastní látka může také být koncentrovaná v neobvyklých místech více či méně, než v normálních tkáních, a tím činí anomálie (nádory, cysty, záněty) více nápadné. V určitých případech může navíc být použit jako kontrastní látka vzduch, například při vyšetření gastrointestinální soustavy. Oxid uhličitý se může použít jako kontrastní látka ve venózním (žilním) systému. V těchto případech kontrastní látky tlumí rentgenové záření méně než okolní tkáně.

### CT (výpočetní tomografie)
CT využívá rentgenové paprsky společně s počítačovými algoritmy k zobrazování těla. Při CT se trubice, která vytváří rentgenový paprsek směrem k protilehlému detektoru těchto paprsků, otáčí kolem pacienta a vytváří počítačově generovaný průřezový obraz (tomogram). CT se získává v osové rovině, zatímco koronální (věncovité) a sagitální (předozadní) zobrazení se dají získat pomocí počítačové rekonstrukce.
Při CT se často používají kontrastní látky za účelem lepšího vykreslení snímku. Nitrožilní kontrastní látky umožňují rekonstrukci 3D obrazu tepen a žil. Ačkoli rentgenový snímek poskytne lepší prostorové rozlišení, CT umí detekovat nepatrné odchylky ve ztlumení rentgenových paprsků. CT vystavuje pacienta více ionizujícímu záření než rentgen.
Spirálový CT multidetektor používá 8, 16 nebo 64 detektorů během nepřetržitého pohybu při snímání pacienta radiačním paprskem, aby se získaly kvalitní detailní snímky za kratší dobu vyšetření. Díky počítačovému zpracování mohou být tyto snímky hlavových tepen, mozkových a věnčitých tepen transformovány do podoby 3D. Kratší doba snímání díky modernímu vybavení umožňuje stále častější užití této metody snímání.
První komerčně realizovatelné snímací zařízení CT vynalezl roku 1972 Sir Godfrey Hounsfield v laboratořích EMI ve Velké Británii. Výzkumné laboratoře EMI vlastnily práva k prodeji hudby skupiny The Beatles, jejichž zisk právě umožnil financování tohoto výzkumu. Sir Hounsfield a Alan McLeod McCormick společně obdrželi Nobelovu cenu za medicínu v roce 1979 za objev snímání pomocí CT. První takovýto snímač v severní Americe byl uveden do provozu v Rochestru v Minnesotě, na klinice Mayo v roce 1972.

### Ultrazvuk
Při této metodě snímání se používá ultrazvuk (vysokofrekvenční zvukové vlny). Slouží zejména k zobrazování jemných tkáňových struktur v těle ve skutečném čase. Nepoužívá se žádné ionizující záření, ale kvalita snímků získaných pomocí ultrazvuku je vysoce závislá na zkušenosti toho, jenž provádí snímání. Ultrazvuk je také omezen svou neschopností projít skrz vzduch (plíce, smyčky na střevech) nebo kosti. Užití ultrazvuku pro snímání v lékařství se rozvinulo zejména v posledních třiceti letech. První ultrazvukové snímky byly nehybné a dvojrozměrné (2D), ale s dnešními moderními technikami ultrazvuku mohou být pozorovány rekonstrukce 3D v reálném čase, dokonce je zde i možnost zobrazení ve formátu 4D.
Protože – na rozdíl od rentgenografie, snímání pomocí CT a zobrazování pomocí technik nukleární medicíny – ultrazvuk nepoužívá ionizujícího záření, je všeobecně považován za bezpečnější. Z tohoto důvodu představuje ultrazvuk důležitou roli při snímání v porodnictví.
Pomocí ultrazvuku je možno sledovat anatomický vývoj plodu a lze včas zjistit, zda nevykazuje nějaké anomálie. Časem lze hlídat i růst, což je důležité hlavně u pacientek s chronickými nemocemi a s nemocemi přivozenými těhotenstvím, či pokud jde o ženu, která čeká více než jedno dítě (dvojčata, trojčata a více] apod.) Dopplerův přístroj měří vážnost periferního vaskulárního onemocnění a používá se v kardiologii k dynamickému měření srdce, srdečních chlopní a větších cév.
Stenóza (chorobné zúžení) hlavové tepny může sloužit jako předzvěst mozkového infarktu (mrtvice). Žilní trombóza (zánět hlubokých, neboli vnitřních žil) v nohou může být objevena ultrazvukem ještě předtím, než se uvolní a začne posouvat k plicím (plicní embolie), což může mít smrtelné následky, nezačne-li léčba. Ultrazvuk je užitečný pro zákroky řízené pomocí obrazu, jako například biopsie nebo odstranění tekutiny z pohrudniční dutiny (thoracentesis). Používá se také k léčení ledvinových kamenů (ledvinové litiázy) pomocí litotripsie (rozbíjení močových kaménků). Sonografie zcela nahradila diagnostický výplach dutiny břišní dříve prováděný při podezření na nitrobřišní krvácení. U poúrazových stavů je výhodou i možnost rychlého posouzení integrity vnitřních orgánů, zejména jater, sleziny a ledvin. Rozsáhlé hemoperitoneum (přítomnost volné krve, neboli krvácení uvnitř tělních dutin) nebo poranění důležitých orgánů může vyžadovat akutní chirurgické vyšetření a zásah.

### Magnetická rezonance (MR/MRI)
Magnetická rezonance (MR/MRI) využívá silná magnetická pole, aby usměrnila rotující atomová jádra (obvykle protony vodíku) v tělních tkáních. Potom použije radiový signál, aby vyrušila osu otáčení těchto atomových jader a zachovává vysokofrekvenční signál, který se tvoří, když se jádra vrací do svého původního stavu. Radiové signály se přijímají pomocí malých antén (cívek), které jsou umístěny blízko potřebného místa. Výhoda magnetické rezonance spočívá ve schopnosti vytvořit snímky v osové, věncovité a předozadní rovině stejně snadno, jako i v jiných nepřímých rovinách. Snímky získané pomocí MR poskytují nejlepší rozlišení měkkých tkání ze všech zobrazovacích způsobů. MR se stala nezbytným prostředkem v muskuloskeletální radiologii a neuroradiologii díky pokroku v zobrazovací rychlosti a prostorovém rozlišení, a díky vylepšení 3D počítačových algoritmů a hardwaru.
Jedna nevýhoda magnetické rezonance spočívá v tom, že se pacient během snímání nesmí dlouho hýbat, zatímco se nachází ve stísněném a hlučném místě. U cca 5 % lidí se projeví natolik silná klaustrofobie, že se vyšetření pomocí magnetické rezonance musí ukončit. Nejnovější vylepšení návrhů magnetů, včetně magnetických polí (3 tesly), zkráceného času vyšetření a více nabízených návrhů magnetů přineslo trochu úlevy pacientům, kteří klaustrofobií trpí. Nicméně u magnetů se stejně silným polem dochází ke kompromisu mezi kvalitou snímku a open design. Magnetická rezonance je velmi užitečná co se týče zobrazování mozku, páteře a muskuloskeletální soustavy. Kvůli silným magnetickým polím a měnícím se radiovým signálům, kterým je tělo vystaveno, není tento způsob zobrazování v současné době doporučován pacientům s kardiostimulátory, kochleárními (ušními) implantáty, s některými dovnitř zavedenými pumpičkami, s určitými typy svorek mozkového aneurysmatu (což je výduť, chorobné rozšíření úseku tepny oslabené chorobným procesem), či s jakýmikoliv kovovými implantáty v těle. Mezi oblasti s potenciálním pokrokem spadají funkční zobrazování magnetickou rezonancí, kardiovaskulární MR a také terapie, která se provádí pomocí magnetické rezonance (MR image guided therapy).

## Atestace radiologa

### Česká republika
V současné době musí radiolog absolvovat šestileté studium všeobecného lékařství. Po zařazení do oboru radiologie v současnosti může po pěti letech složit jedinou atestaci, která je na úrovni předchozí první (zpravidla se konala po 3 letech) a druhé (za 4 roky po 1. atestaci). Za tuto dobu musí absolvovat „kolečko“, tj. povinnou několikatýdenní stáž na chirurgii a interně. Po složení atestace může složit nástavbovou atestaci z vybraných oborů, kterými jsou intervenční radiologie, neuroradiologie nebo pediatrická radiologie. Po zařazení do oboru lze atestovat pouze z těchto vybraných oborů.

### Spojené státy americké
Radiolog diagnostik musí absolvovat vysokou školu, čtyři roky medicíny a pět let postgraduálně. První rok po absolvování vysoké školy je obvykle rok přechodný, kdy si člověk vyzkouší více oborů, ale někdy již bývá považován za počátek praxe. Po tomto následuje čtyřletá radiologická praxe. Během ní musí člověk složit zkoušku z lékařské fyziky, která zahrnuje znalosti o ultrazvuku, CT, rentgenologii, nukleární medicíně a magnetické rezonanci. Po úspěšném ukončení praxe je uchazeč oprávněn složit zkoušku (jak písemnou, tak ústní), kterou vede Americká komise pro radiologii.
Po ukončení praxe může radiolog buďto začít pracovat v tomto oboru nebo pokračovat ve specializovaném školícím programu známém jako odborná asistentura. Příklady takovéhoto školícího programu v oboru radiologie zahrnují snímání břišní oblasti, hrudní oblasti, CT/ultrazvuk, magnetickou rezonanci, snímání muskuloskeletální oblasti (svalů a kostí), intervenční radiologii, neuroradiologii, intervenční neuroradiologii, pediatrickou radiologii a obrazové snímání žen. Odborná asistentura v oboru radiologie obvykle ve Spojených státech trvá jeden až dva roky.
Radiologie jako obor je dnes velmi konkurenceschopný. Radiologové všeobecně rádi uvítají dobrou odměnu za svou práci, stejně jako rovnováhu mezi časem, který musí strávit v práci a tím, který stráví mimo ní. Tento obor se vyvíjí velmi rychle díky pokroku počítačové technologie, která je úzce spjatá s moderním zobrazováním.
Zkoušky (z radiografie) jsou obvykle prováděny radiologickými technology (také známými jako diagnostičtí radiologové), kteří mají akademickou hodnost, která má ve Spojených státech platnost dva a ve Velké Británii tři roky.
Radiologové s veterinárním zaměřením jsou veterináři, kteří se specializují na použití rentgenu, ultrazvuku, magnetické rezonance a nukleární medicíny k diagnostickému zobrazování nebo léčení zvířat. Veterinární radiologové jsou American College Veterinární radiologie kvalifikovaní buďto v oboru diagnostické radiologie nebo v oboru radiační onkologie.

### Kanada
Stejně jako ve Spojených státech amerických i v Kanadě radiologové studují 4 roky na vysoké škole, po nichž následují další 4 roky medicíny a 5 let praxe, z níž 1 rok to může být praxe v oboru, který s radiologií přímo nesouvisí. Odborné zkoušky na konci tohoto radiologického tréninku jsou vedeny Royal College pro lékaře a chirurgy v Kanadě. Absolventi stáže v Kanadě jsou považováni za rovnocenné svým americkým protějškům. Mnoho z nich se také rozhodne si ještě udělat zkoušku platnou také ve Spojených státech amerických. Většina absolventů tohoto kanadského tréninku se rozhodne pokračovat další rok nebo dva v postgraduálním studiu, což jim umožní se dále specializovat.

### Austrálie a Nový Zéland
Radiologický trénink začíná po absolvování medicíny (6 let) a po nejméně dvou letech praxe v nemocnici (stáž a lékaři v prvním roce po své registraci, neboli junior house medical officer – JHMO). Trvá to tedy 5 let, z nichž jeden rok může být odborná asistentura.